# Victor Leandro Bagy
Victor Leandro Bagy (Santo Anastácio, Estado de São Paulo, Brasil, 21 de enero de 1983) es un exfutbolista brasileño que jugaba de portero y se retiró en febrero de 2021. Tras su retiro como jugador fue anunciado como Gerente de Fútbol del Atlético Mineiro, actualmente es el presidente de dicha área del club.

## Trayectoria

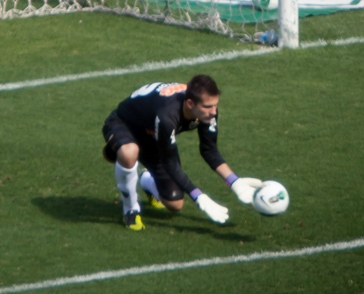
Victor en Atlético Mineiro 2012

### Paulista
Víctor se incorporó al equipo juvenil del São Paulo FC en 1997 a los 14 años. Sin embargo un año después pasó al Paulista FC, debido a las limitadas perspectivas de jugar en el primer equipo. Víctor fue llamado al equipo principal en 2000, pero tuvo que esperar hasta 2003 para hacer su debut absoluto. Sirvió sus primeros años principalmente como suplente de Rafael Bracalli, pero en 2006, después del traslado de este último al CD Nacional, fue elegido como primera opción; Víctor también formó parte del equipo que ganó la Copa de Brasil 2005, pero permaneció como suplente en los dos partidos de la final.

### Grêmio
El 18 de diciembre de 2007 se unió a Grêmio, el Tricolor pagó R $ 400.000 reales por la mitad de sus derechos de registro. Conservó un puesto de titular durante sus primeros partidos en el club, pero sufrió una lesión el 24 de febrero de 2008, quedando fuera de juego durante un mes y medio. Víctor regresó de una lesión y fue titular indiscutible durante el año, apareciendo en todos los partidos durante el Brasileirão y ganando el Prêmio Craque do Brasileirão como mejor portero del torneo. En 2009 volvió a ser el mejor del campeonato, ganando tanto la Bola de Pratay el Craque do Brasileirão, pero su contribución se redujo debido a las convocatorias a la selección nacional. En el verano hubo intereses del Bari y del Benfica por ficharlo, pero no salió nada.
El 18 de junio de 2010 firmó un nuevo contrato con Grêmio que se extenderá hasta 2015. Víctor permaneció en el once inicial y su equipo terminó cuarto. Sin embargo, en los años siguientes, Grêmio luchó por mantener los mismos niveles de las temporadas pasadas, pero apareció 32 veces en 2011.

### Atlético Mineiro
El 29 de junio de 2012 se unió al Atlético Mineiro por un € cuota de 3,5 millones, la firma de un contrato de cinco años. Inmediatamente se convirtió en el portero de primera elección en su nuevo club, apareciendo en 29 partidos cuando el Galo terminó segundo en el Campeonato Brasileiro 2012. En 2013, Víctor fue una de las figuras clave de la racha ganadora de la Copa Libertadores 2013 del Atlético Mineiro. Un momento icónico para él y para el club sucedió en el partido de vuelta de los cuartos de final de esa competencia, cuando atajó un tiro penal al Club Tijuana en el tiempo de descuento. Habría significado la eliminación para el Atlético si lo hubiera marcado, pero Víctor lo salvó con el pie. La parada, según comentaristas deportivos y aficionados, supuso la patada de la histórica "mala suerte" del club. Víctor también hizo paradas en la tanda de penaltis contra Newell's Old Boys en las semifinales y al Club Olimpia en la final, y fue elegido mejor portero de la competición.

## Selección nacional
Con la selección de Brasil formó parte de la nómina que jugó en la Copa Confederaciones 2009. De igual manera, el 7 de mayo de 2014, Luiz Felipe Scolari lo incluyó en la lista final de 23 jugadores que representaron a Brasil en la Copa Mundial de Fútbol de 2014.

### Participaciones en Copas del Mundo
| Mundial                        | Sede   | Resultado     |
| ------------------------------ | ------ | ------------- |
| Copa Mundial de Fútbol de 2014 | Brasil | Cuarto puesto |

## Clubes
| Club               | País   | Año       |
| ------------------ | ------ | --------- |
| Paulista F. C.     | Brasil | 2003-2007 |
| Grêmio F.-B. P. A. | Brasil | 2008-2012 |
| Atlético Mineiro   | Brasil | 2012-2021 |

## Palmarés

### Como jugador

#### Títulos estatales
| Título             | Club             | Estado            | Año  |
| ------------------ | ---------------- | ----------------- | ---- |
| Campeonato Gaúcho  | Grêmio           | Rio Grande do Sul | 2010 |
| Campeonato Mineiro | Atlético Mineiro | Minas Gerais      | 2013 |
| Campeonato Mineiro | Atlético Mineiro | Minas Gerais      | 2015 |
| Campeonato Mineiro | Atlético Mineiro | Minas Gerais      | 2017 |
| Campeonato Mineiro | Atlético Mineiro | Minas Gerais      | 2020 |
| Campeonato Mineiro | Atlético Mineiro | Minas Gerais      | 2021 |

#### Títulos nacionales
| Título         | Club             | País   | Año  |
| -------------- | ---------------- | ------ | ---- |
| Copa de Brasil | Paulista F. C.   | Brasil | 2005 |
| Copa de Brasil | Atlético Mineiro | Brasil | 2014 |

#### Títulos internacionales
| Título               | Club (*)            | País           | Año  |
| -------------------- | ------------------- | -------------- | ---- |
| Copa Confederaciones | Selección de Brasil | Sudáfrica      | 2009 |
| Copa Libertadores    | Atlético Mineiro    | Belo Horizonte | 2013 |
| Recopa Sudamericana  | Atlético Mineiro    | Belo Horizonte | 2014 |

### Como dirigente

#### Títulos estatales
| Título             | Club             | País         | Año  |
| ------------------ | ---------------- | ------------ | ---- |
| Campeonato Mineiro | Atlético Mineiro | Minas Gerais | 2021 |
| Campeonato Mineiro | Atlético Mineiro | Minas Gerais | 2022 |
| Campeonato Mineiro | Atlético Mineiro | Minas Gerais | 2023 |
| Campeonato Mineiro | Atlético Mineiro | Minas Gerais | 2024 |

#### Títulos nacionales
| Título              | Club             | País   | Año  |
| ------------------- | ---------------- | ------ | ---- |
| Serie A             | Atlético Mineiro | Brasil | 2021 |
| Copa de Brasil      | Atlético Mineiro | Brasil | 2021 |
| Supercopa de Brasil | Atlético Mineiro | Brasil | 2022 |